# Gustave Voulquin
Gustave Voulquin, né le 20 juillet 1852 à Paris et mort le 1er février 1927 dans la même ville, est un journaliste sportif et écrivain français.
Animateur de sociétés sportives et membre de la Ligue des patriotes, il est aussi chroniqueur sportif à La Libre Parole de Édouard Drumont dans laquelle il fait sa spécialité l'antisémitisme pour montrer l'influence des juifs dans le monde du sport.

## Biographie
Né en 1952, Gustave Voulquin fait ses études collège Sainte-Barbe (Paris) avant de s'intéresser à l'eau forte qu'il délaisse rapidement pour dédier son temps au journalisme sportif notamment dans les colonnes du Figaro. 
Animateur de plusieurs sociétés de sports (escrime, gymnastique, chasse, tir, etc.) afin de promouvoir les sports français face aux sports anglais, il fonde le 2 mai 1894, avec le comte Justinien Clary, la Société Le Pistolet dont Daniel Mérillon (président de l'Union nationale des sociétés de tir de France) et Henry Hébrard de Villeneuve (président de la Société d'Encouragement de l'Escrime) deviennent les présidents d'honneur. Il est le créateur et le directeur, aux éditions Larousse, de la collection dédiée aux sports.

### Engagement politique
En parallèle de son activité sportive, il participe à la vie politique en aidant, en 1882, à la fondation de la Ligue des patriotes avec Paul Déroulède. Rédacteur régulier à La Libre Parole de Édouard Drumont, il se livre à de l'antisémitisme. Il va souligner l'absence de sportifs juifs pour mieux mettre en évidence leur rejet de l'effort et leur appétence pour l'exploitation d'autrui et souligner la présence des juifs dans les instances des fédération sportives : 

« Une société florissante ! Les Juifs doivent évidemment s'y infiltrer et tenter de parvenir aux premières places ; c'est ce qu'avec leur habileté ordinaire ils sont en train de faire.
À l'ordre du jour de l'assemblée, trois propositions émanent, la première de l'Association Cycliste Parisienne, dont le président, le Juif Émile Lévy, convoite la présidence de la commission vélocipédique de l'Union ; la deuxième d'un autre Juif, nommé Hofman, trésorier (c'est curieux ce qu'il y a de Juifs trésoriers) d'une autre société ; et la dernière du Cycle Routier, président le Juif Worms, secrétaire le Juif Elias ! Le Youpin-Club quoi ! »

Dans plusieurs articles, il va aussi faire la chasse aux "trésoriers juifs" qui "infestent" selon lui les sociétés sportives.

## Publications
- Guide-poche de nos forts et places fortes. Avec 4 cartes inédites dessinées par E. Delaune,... Une lettre du général Gay, éditions A. Lévy, Paris, 1888
- Les sports modernes illustrés : encyclopédie sportive illustrée (813 gravures), Librairie Larousse, Paris, 1905-1906
- Pour former un tireur, éducation de l'enfant, de l'adulte, Bibliothèque Larousse, Paris, 1907
- Frontières françaises, forts, camps retranchés, Larousse, Paris, 1908-1909 (3 volumes)
- La chasse à tir au chien d'arrêt & la chasse au gibier d'eau, Paris, 1911